# 101st: Airborne in Normandy
101st: Airborne in Normandy (także pod nazwą 101 Airborne: The Airborne Invasion of Normandy lub 101) – komputerowa strategiczna gra turowa osadzona w realiach II wojny światowej, wyprodukowana przez studio Interactive Simulations i wydana w 1998 przez Empire Interactive.
Akcja 101st: Airborne in Normandy toczy się w czerwcu 1944 roku, podczas lądowania w Normandii. Gracz przejmuje w grze kontrolę nad plutonem amerykańskich spadochroniarzy ze 101. Dywizji Powietrznodesantowej, działających na tyłach sił niemieckich. Rozgrywka nastawiona jest na silny realizm ze względu na szczegółową charakterystykę poszczególnych bohaterów; misje wykonywane w 101st to w istocie rekonstrukcje prawdziwych działań spadochroniarzy w Normandii.
101st została bardzo pozytywnie przyjęta przez krytyków. David Finn z pisma „Computer Games Magazine” uznał ją za pierwszą w historii taktyczną grę wojenną, która z dużą dozą realizmu odwzorowała realia wojenne. Również według Alana Dunkina z portalu GameSpot gra odwzorowała bardzo dobrze chaos cechujący zrzuty spadochronowe.